# Onthophilus australis
Onthophilus australis är en skalbaggsart som beskrevs av Helawa och Henry Fuller Howden 1977. Onthophilus australis ingår i släktet Onthophilus och familjen stumpbaggar. Inga underarter finns listade i Catalogue of Life.